# Klay Thompson
Klay Alexander Thompson (Los Angeles, 8 febbraio 1990) è un cestista statunitense con cittadinanza bahamense, professionista nella NBA con i Dallas Mavericks.

## Biografia
Suo padre è l'ex cestista bahamense Mychal Thompson. Ha un fratello maggiore, Mychel, anch'egli cestista, e un fratello minore, Trayce, giocatore di baseball professionista.

## Caratteristiche tecniche
È uno straordinario tiratore da tre punti, considerato uno dei migliori di sempre. Ad oggi possiede il record di triple in una singola partita, 14, e quello di più punti segnati in un quarto, 37. Particolarmente abile nel catch-and-shoot grazie alla notevole velocità di rilascio del suo tiro. Si distingue anche in fase difensiva sfruttando l'altezza superiore alla media nel suo ruolo e l'abilità di movimento senza palla, è considerato infatti una delle migliori guardie difensive della lega. Si distingue anche per la sua personalità mite, raramente lo si vede mostrare emozioni durante le partite.
Insieme a Steph Curry, anch'egli specialista dalla linea dei tre punti, ha formato il cosiddetto duo degli Splash Brothers, soprannome che ha preso vita nel 2012 da un hashtag su Twitter. I due, compagni di squadra nei Golden State Warriors dal 2011 al 2024, hanno conquistato 4 titoli NBA su 6 finali giocate e sono considerati una delle migliori backcourt di sempre.

## Carriera

### NBA

#### Golden State Warriors (2011- 2024)

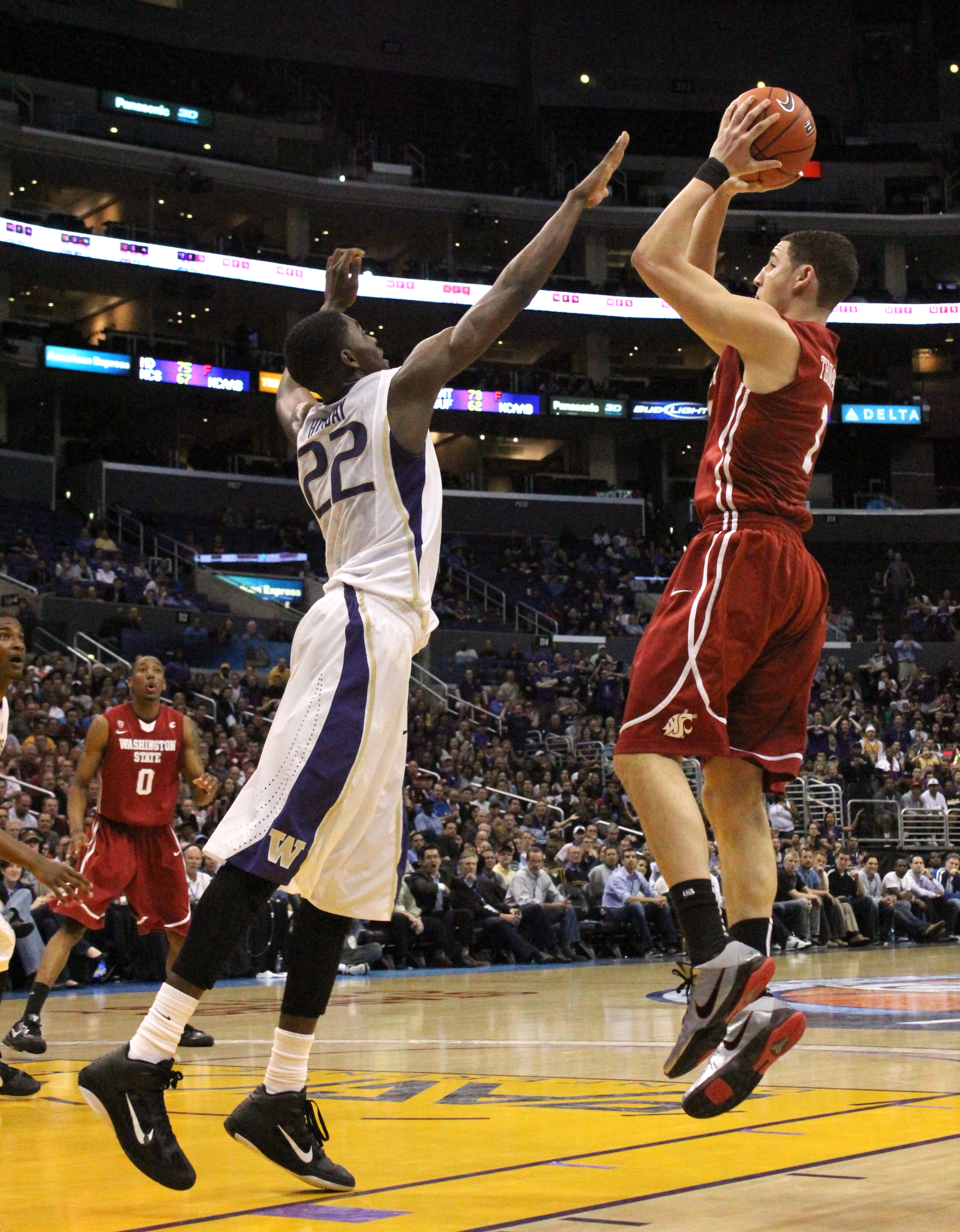
Thompson al tiro in una partita tra Washington State e Washington University

Dopo ottime stagioni al college nelle file dell'università di Washington State, il 23 giugno 2011 viene scelto dai Golden State Warriors come 11ª scelta assoluta del draft NBA 2011. Questa scelta di una guardia ha suscitato la speculazione che i Warriors avrebbero scambiato il titolare Monta Ellis, ma ciò non è avvenuto fino a marzo 2012. Il direttore generale dei Warriors Larry Riley ha elogiato Thompson per la sua capacità di tiro ed ha espresso fiducia che Thompson avrebbe migliorato le sue capacità difensive con il nuovo allenatore Mark Jackson. 

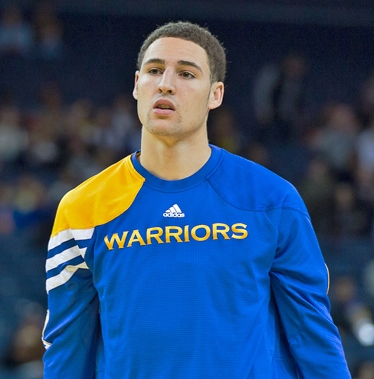
Klay Thompson nel 2012

L'NBA non ha selezionato Thompson per l'All-Star Weekend Rising Stars Challenge 2012. Tuttavia, nelle quattro partite successive a quella decisione, Thompson è migliorato in tutte le aree del basket rispetto alle medie della stagione in corso: punti a partita (12,5 su 7,6), percentuale di tiri (54,3% complessivo di cui 55,6% per i tre punti, rispetto a 46.7 e 48.1), rimbalzi (2.8 da 1.6), assist (1.5 da 1.3), palle recuperate e palle perse. I Warriors hanno ceduto Ellis ai Milwaukee Bucks il 13 marzo 2012. La partita successiva, Thompson ha segnato un record stagionale di 26 punti in una sconfitta contro i Boston Celtics. Una settimana dopo, ha superato il suo massimo precedente con 27 punti in una vittoria sui New Orleans Pelicans. A metà febbraio 2012, Thompson ha giocato circa 17 minuti a partita, ma ha giocato una media di 30 minuti a partita durante il mese successivo. Alla fine della stagione, Thompson è stato votato per la NBA NBA All-Rookie First Team.
Il 29 gennaio 2013 ha segnato un record stagionale di 32 punti contro i Cleveland Cavaliers. L'allenatore dei Warriors Mark Jackson ha detto che Thompson e Stephen Curry hanno formato la migliore coppia di tiratori nella storia della NBA. Quella stagione, i due messi insieme fecero 483 triple, il numero massimo mai raggiunto da un duo NBA all'epoca. I Warriors hanno sconfitto i Denver Nuggets nel primo turno dei playoff e sarebbero stati abbinati ai San Antonio Spurs. L'8 maggio 2013, Thompson ha registrato un record di 34 punti nei playoff contro il San Antonio, segnando 8 tentativi da tre punti su 9, insieme a 14 rimbalzi. Thompson e i Warriors avrebbero perso contro gli Spurs in sei partite.
Nella partita di apertura per i Warriors ha segnato un record di 38 punti, di cui 5 su 7 da tre punti.  Lui e Curry stabilirono un record NBA di 484 triple combinate nella stagione, battendo di uno il record stabilito l'anno precedente.  Thompson ha segnato una media di 18,4 punti, 3,1 rimbalzi e 2,2 assist durante l'anno. Thompson e i Warriors sono entrati nei playoff NBA 2014 come sesta testa di serie nella Western Conference e sono stati abbinati ai Los Angeles Clippers al primo turno; hanno perso la serie in sette partite.
. Il 31 ottobre 2014 ha firmato un'estensione del contratto di quattro anni con i Warriors.  Il giorno successivo, ha segnato un record di 41 punti nella vittoria per 127-104 dei Warriors sui Los Angeles Lakers.  Il 23 gennaio 2015, Thompson ha segnato un record di 52 punti, con 11 triple, in una vittoria per 126-101 sui Sacramento Kings. Nel terzo quarto di quella partita, ha segnato un record NBA di 37 punti per un solo quarto, andando 13 su 13 dal campo, di cui nove da tre (anche un record in campionato per un solo quarto). I 13 field goal hanno pareggiato il record (nessuna parentela) di David Thompson per un quarto.  Il 29 gennaio 2015, Thompson è stato nominato riserva per la squadra All-Star della Western Conference 2015 per la prima volta nella sua carriera.
L'8 marzo 2015 ha segnato tre punti contro i Los Angeles Clippers per superare l'allenatore Steve Kerr (726) nella lista di tutti i tempi della NBA.  Il 17 marzo è stato escluso per 7-10 giorni per una distorsione alla caviglia.  Quella stagione, Curry ha battuto il suo stesso record di tre punti (286), e Thompson è arrivato di nuovo secondo in campionato (239) mentre i due si sono uniti per fare 525 tre, superando il loro record precedente di 41. Il 7 giugno, in Gara 2 delle finali NBA, Thompson ha segnato un record di 34 punti in carriera nei playoff in uno sforzo perdente contro i Cleveland Cavaliers.  I Warriors hanno continuato a sconfiggere i Cavaliers in sei partite per vincere il campionato NBA e porre fine ai 40 anni di siccità del campionato della franchigia.
.

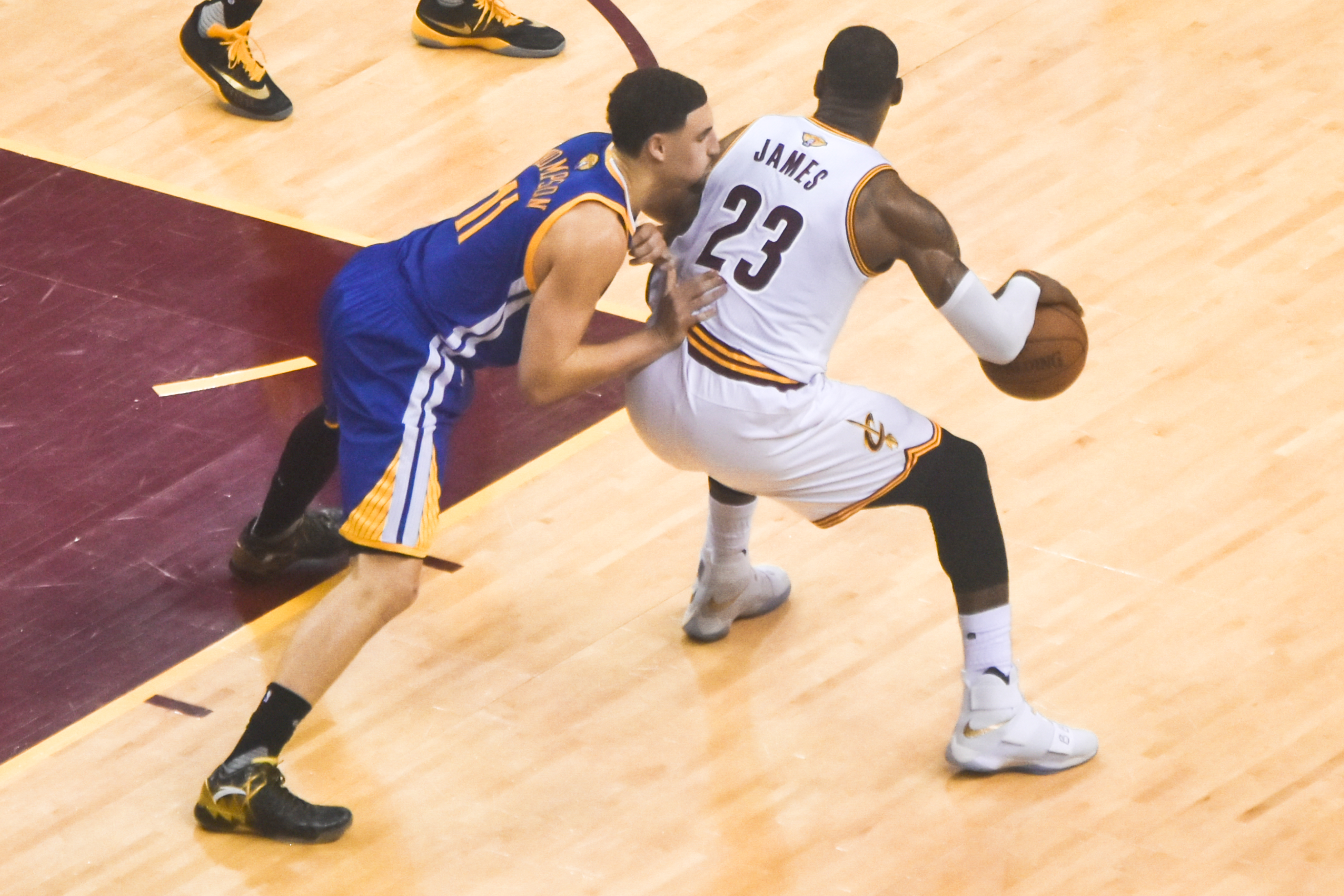
Thompson mentre difende su LeBron James

Ha aperto le prime sei partite della stagione 2016-17 tirando 11 su 53 da 3 punti (20,75%). Nelle ultime 11 partite di novembre, Thompson ha poi ottenuto un totale di 39 su 84 da 3 punti (46,4%).  Il 5 dicembre 2016, ha segnato 60 punti (tirando 21 su 33 e 8 su 14 su tre punti) in 29 minuti in soli tre quarti in una vittoria per 142-106 sugli Indiana Pacers,  diventando il primo giocatore nella storia della NBA a segnare 60 punti in meno di 30 minuti di azione. Thompson ha ottenuto il record della stagione NBA e la migliore prestazione in carriera per il punteggio più alto di un giocatore del Golden State in più di 42 anni. I suoi 40 punti nel primo tempo hanno pareggiato il secondo maggior numero di punti segnati in una metà negli ultimi dieci anni. Inoltre, Thompson è diventato il primo Warrior a segnare 60 punti dai 64 della Hall of Famer Rick Barry il 26 marzo 1974, unendosi ai premiati di Barry e Naismith Wilt Chamberlain e Joe Fulks come gli unici giocatori di Warriors a farlo.  Il 26 gennaio, è stato nominato riserva All-Star della Western Conference per l' NBA All-Star Game 2017. Ha partecipato al Three-Point Contest, ma non è riuscito a difendere il suo titolo poiché è stato eliminato al primo turno. Il 4 aprile 2017, ha segnato 41 punti (la sua decima partita da 40 punti in carriera) in una vittoria per 121-107 sui Minnesota Timberwolves.  I Warriors hanno concluso la stagione come prima testa di serie in Occidente con un record di 67–15.
Ha lottato con i suoi tiri per lunghi periodi durante i playoff, ma si è distinto per la sua difesa contro le guardie avversarie come Damian Lillard, Patty Mills e Kyrie Irving.  Dopo una vittoria per 129–115 in Gara 4 delle finali della Western Conference sui San Antonio Spurs, i Warriors hanno raggiunto la loro terza serie di finali NBA consecutiva, diventando la prima squadra nella storia del campionato ad iniziare i playoff 12–0.  Thompson ha aiutato i Warriors a vincere il loro secondo campionato in tre anni con una serie di vittorie per 4-1 sui Cleveland Cavaliers nelle finali NBA 2017. I Warriors hanno concluso i playoff con un record di 16-1, ottenendo la migliore percentuale di vittorie post-stagione nella storia della NBA.
 Il 29 ottobre 2017, Thompson ha segnato 29 punti in una sconfitta per 115-107 contro i Detroit Pistons, diventando l'undicesimo giocatore nella storia della franchigia a eclissare 9.000 punti in carriera.  Il 20 dicembre 2017, ha segnato 27 dei suoi 29 punti nel primo tempo e ha realizzato i suoi primi nove field goal in una vittoria per 97-84 sui Memphis Grizzlies.  Il 27 dicembre 2017, in una vittoria per 126-101 sugli Utah Jazz, Thompson ha segnato tre da 3 punti, portandolo al terzo pareggio con Dana Barros a 89 partite consecutive con un 3 punti.  Il 17 gennaio 2018, ha segnato 38 punti in una vittoria per 119-112 sui Chicago Bulls. In una vittoria per 134-127 sui Los Angeles Clippers il 22 febbraio 2018, Thompson ha superato i 9.996 punti di Joe Barry Carroll per guadagnare il 10 ° posto nella lista dei punteggi della carriera della franchigia, diventando anche il decimo Warrior a raggiungere 10.000 punti in carriera nella stagione regolare.  Due giorni dopo, in una vittoria per 112-80 sui Thunder, Thompson ha superato Neil Johnston (10.023) per il nono posto nella lista dei punteggi della carriera della franchigia.  Il 31 marzo 2018, a seguito di un'assenza di otto partite con un pollice destro rotto, Thompson ha segnato 25 punti su 10 su 19 in una vittoria per 112-96 sui Sacramento Kings.  Il 5 aprile 2018, in una sconfitta per 126-106 contro gli Indiana Pacers, Thompson era 4 su 9 con 3 punti superando Tim Hardaway (1.542) per il 25º posto nella lista della carriera della lega.  Tre giorni dopo, ha segnato 22 dei suoi 34 punti nel primo quarto della vittoria per 117-100 dei Warriors sui Phoenix Suns.  Thompson ha aiutato i Warriors a sconfiggere i San Antonio Spurs nel primo turno dei playoff in cinque partite, segnando 24 punti in una vittoria per 99-91 in gara 5. Di conseguenza, Thompson si è unito a Rick Barry (699) e Curry (652) come giocatori di Warriors con 600 field goal post-stagione.  In Gara 3 delle finali della Western Conference contro gli Houston Rockets, Thompson ha superato Barry (1.776) per il secondo posto nella lista dei punteggi post-stagione della carriera dei Warriors.  In Gara 6, Thompson ha abbattuto nove da 3 punti sulla strada per 35 punti, mentre i Warriors sono risaliti da uno svantaggio iniziale di 17 punti per evitare l'eliminazione con una vittoria per 115-86 sui Rockets.  In Gara 2 delle finali NBA, Thompson ha giocato nella sua centesima partita post-stagione record di franchigia. È anche diventato il sesto giocatore a fare 300 3 nella postseason, unendosi a Curry come Warriors per raggiungere l'impresa. Ha segnato 20 punti nel gioco per aiutare i Warriors a prendere un vantaggio di 2-0 con una vittoria per 122-103 sui Cavaliers.  I Warriors hanno continuato a spazzare via la serie per rivendicare titoli consecutivi.

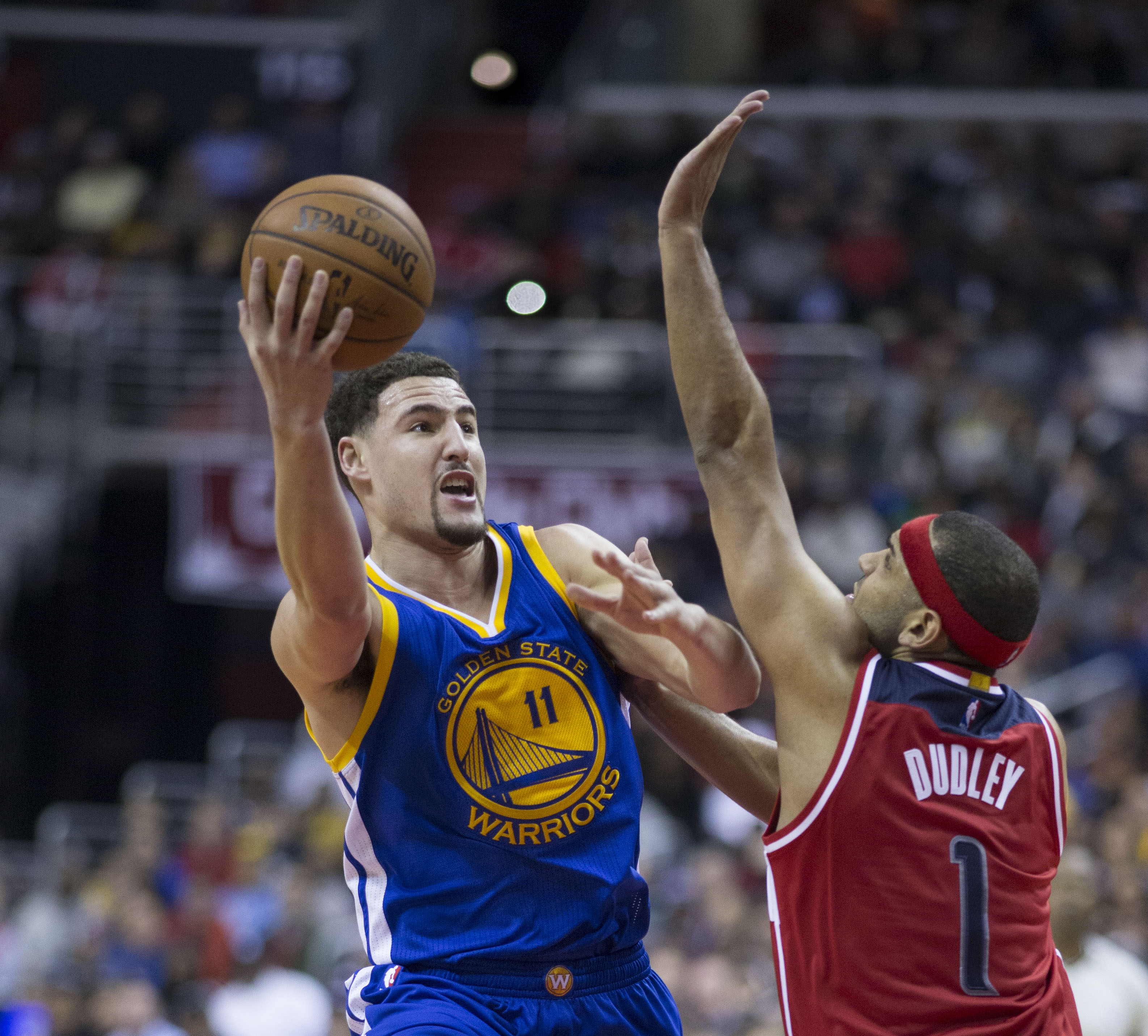
Thompson mentre effettua un layup contro Jared Dudley

Il 29 ottobre 2018 segna 14 triple (delle 24 tentate) contro i Chicago Bulls (mettendo a referto, in totale 52 punti in 27 minuti), superando il record NBA del compagno di squadra Stephen Curry. Dieci di queste, inoltre, le realizza nella prima metà di gioco, eguagliando il record di Chandler Parsons. Il 21 gennaio 2019 realizza 10 triple consecutive nella vittoria contro i Los Angeles Lakers, pareggiando il record NBA di Ty Lawson per triple consecutive a bersaglio in una partita e concludendo con 44 punti e un chirurgico 10/11 dall'arco. A fine anno gli Warriors riarrivano in finale NBA dove affrontano i Toronto Raptors; in gara-3 Thompson è assente per un infortunio al crociato, facendogli saltare la prima gara in carriera nei playoffs. La sua assenza ha poi pesato vista la sconfitta per 123-109 in casa della squadra. In gara-4 torna a disposizione e nonostante il dolore segna 28 punti, che non bastano alla squadra a evitare la sconfitta per 105-92 della squadra a portare la serie sul 3-1 per i canadesi. Nella gara successiva della serie segna 26 punti contribuendo al 106-105 della sua squadra. Nella sesta e ultima gara Thompson ha segnato 30 punti ma a poco più di due minuti dal termine del terzo quarto è costretto a uscire in quanto a seguito di una caduta si è riacutizzato il problema al crociato dopo un contatto fisico con la guardia dai Toronto Raptors Danny Green; Ciò non gli ha impedito di tornare in campo e di segnare i due tiri liberi che si era guadagnato per poi uscire sulle sue gambe. Dopo la partita (persa da Golden State così come l'anello) gli è stata diagnosticata la rottura del legamento crociato.. Il 1º luglio diventa free agent, ma decide di rinnovare per altri cinque anni con la franchigia californiana ottendendo il massimo salariale.
Il 18 novembre 2020, Klay si infortuna durante un allenamento qualche ora prima del Draft NBA 2020, il giorno successivo si comunica che il giocatore dovrà restare fuori per un'altra stagione a causa di una lesione al tendine d'Achille, infortunio simile a quello di Kevin Durant nelle Finali NBA 2019.
Il 9 gennaio 2022 dopo 941 giorni torna in campo contro i Cleveland Cavaliers realizzando 17 punti e 3 triple oltre che una memorabile schiacciata su Lauri Markkanen e Lamar Stevens.
Dallas Mavericks (2024 - ora)
Dopo aver giocato per 13 anni con i Golden State Warriors, Thompson viene scambiato ai Dallas Mavericks il 6 luglio 2024 con il primo scambio a 6 squadre nella storia della lega, includendo infatti i Philadelphia 76ers, i Charlotte Hornets, I Denver Nugget e i Minnesota Timberwolves nello scambio.
Fece il suo debutto a Dallas il 24 Ottobre 2024, segnando 22 punti e 7 rimbalzi contro i San Antonio Spurs, in una vittoria 120-109. Nel suo debutto mise a segno 6 triple, segnando un nuovo record di triple fatte in una partita di debutto nella storia della franchigia.

### Nazionale

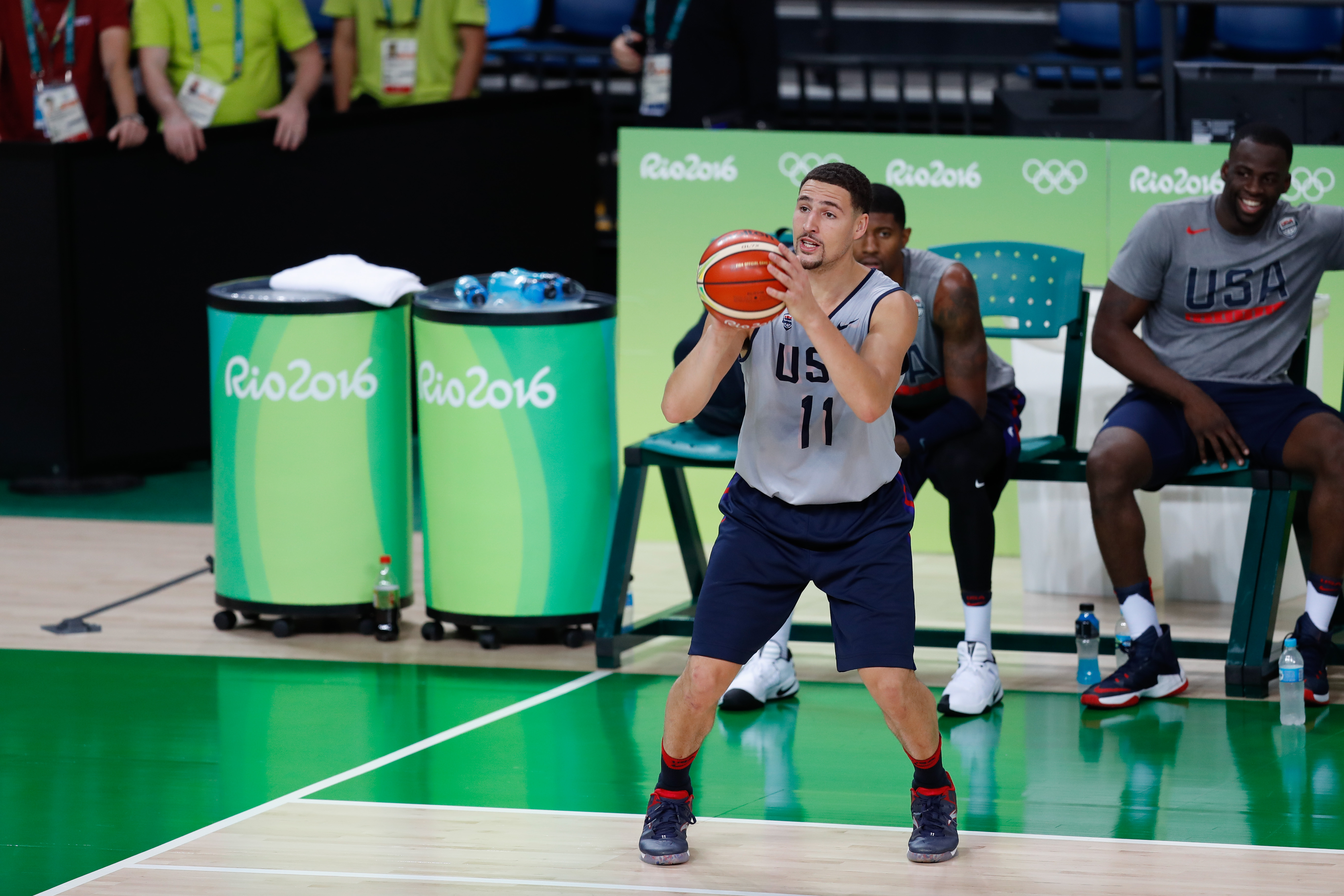
Thompson in allenamento alle Olimpiadi di Rio 2016

Nel 2009 ha disputato e vinto i mondiali under-19 in Nuova Zelanda.
Nel 2014 ha giocato per la prima volta in Nazionale maggiore, ed è stato convocato per i Mondiali in Spagna che ha successivamente vinto. Nel 2016 invece ha vinto l'oro alle Olimpiadi di Rio. A Rio è stato importante nel successo per 100-97 nella fase a gironi contro la Francia in cui ha segnato 30 punti, e nella semifinale con la Spagna vinta per 82-76 con 22 punti suoi.

## Statistiche
| † | Denota le stagioni in cui ha vinto il titolo |
| * | Primo nella lega                             |

### NCAA
| Anno      | Squadra           | PG | PT | MP   | TC%  | 3P%  | TL%  | RP  | AP  | PRP | SP  | PP   |
| --------- | ----------------- | -- | -- | ---- | ---- | ---- | ---- | --- | --- | --- | --- | ---- |
| 2008-2009 | Wash. St. Cougars | 33 | 33 | 33,1 | 41,9 | 41,2 | 90,3 | 4,2 | 1,9 | 0,9 | 0,6 | 12,5 |
| 2009-2010 | Wash. St. Cougars | 31 | 30 | 35,4 | 41,2 | 36,4 | 80,1 | 5,1 | 2,3 | 1,4 | 0,7 | 19,6 |
| 2010-2011 | Wash. St. Cougars | 34 | 33 | 34,7 | 43,6 | 39,8 | 83,8 | 5,2 | 3,7 | 1,6 | 0,9 | 21,6 |
| Carriera  | Carriera          | 98 | 96 | 34,4 | 42,3 | 39,0 | 82,7 | 4,8 | 2,6 | 1,3 | 0,8 | 17,9 |

#### Massimi in carriera
- Massimo di punti: 43 (2 volte)[30]
- Massimo di rimbalzi: 10 (3 volte)
- Massimo di assist: 9 (2 volte)
- Massimo di palle rubate: 7 vs Gonzaga (8 dicembre 2010)
- Massimo di stoppate: 3 (5 volte)
- Massimo di minuti giocati: 49 vs Oregon (31 dicembre 2009)

### NBA

#### Regular Season
| Anno       | Squadra          | PG  | PT  | MP   | TC%  | 3P%  | TL%   | RP  | AP  | PRP | SP  | PP   |
| ---------- | ---------------- | --- | --- | ---- | ---- | ---- | ----- | --- | --- | --- | --- | ---- |
| 2011-2012  | G.S. Warriors    | 66* | 29  | 24,4 | 44,3 | 41,4 | 86,8  | 2,4 | 2,0 | 0,7 | 0,3 | 12,5 |
| 2012-2013  | G.S. Warriors    | 82* | 82  | 35,8 | 42,2 | 40,1 | 84,1  | 3,7 | 2,2 | 1,0 | 0,5 | 16,6 |
| 2013-2014  | G.S. Warriors    | 81  | 81  | 35,4 | 44,4 | 41,7 | 79,5  | 3,1 | 2,2 | 0,9 | 0,5 | 18,4 |
| 2014-2015† | G.S. Warriors    | 77  | 77  | 31,9 | 46,3 | 43,9 | 87,9  | 3,2 | 2,9 | 1,1 | 0,8 | 21,7 |
| 2015-2016  | G.S. Warriors    | 80  | 80  | 33,3 | 47,0 | 42,5 | 87,3  | 3,8 | 2,1 | 0,8 | 0,6 | 22,1 |
| 2016-2017† | G.S. Warriors    | 78  | 78  | 34,0 | 46,8 | 41,4 | 85,3  | 3,7 | 2,1 | 0,8 | 0,5 | 22,3 |
| 2017-2018† | G.S. Warriors    | 73  | 73  | 34,3 | 48,8 | 44,0 | 83,7  | 3,8 | 2,5 | 0,8 | 0,5 | 20,0 |
| 2018-2019  | G.S. Warriors    | 78  | 78  | 34,0 | 46,7 | 40,2 | 81,6  | 3,8 | 2,4 | 1,1 | 0,6 | 21,5 |
| 2019-2020  | G.S. Warriors    | -   | -   | -    | -    | -    | -     | -   | -   | -   | -   | -    |
| 2020-2021  | G.S. Warriors    | -   | -   | -    | -    | -    | -     | -   | -   | -   | -   | -    |
| 2021-2022† | G.S. Warriors    | 32  | 32  | 29,4 | 42,9 | 38,5 | 90,2  | 3,9 | 2,8 | 0,5 | 0,5 | 20,4 |
| 2022-2023  | G.S. Warriors    | 69  | 69  | 33,0 | 43,6 | 41,2 | 87,9  | 4,1 | 2,4 | 0,7 | 0,4 | 21,9 |
| 2023-2024  | G.S. Warriors    | 77  | 63  | 29,7 | 43,2 | 38,7 | 92,7* | 3,3 | 2,3 | 0,6 | 0,5 | 17,9 |
| 2024-2025  | Dallas Mavericks | 72  | 72  | 27,3 | 41,2 | 39,1 | 90,5  | 3,4 | 2,0 | 0,7 | 0,4 | 14,0 |
| Carriera   | Carriera         | 865 | 814 | 32,1 | 45,1 | 41,1 | 86,0  | 3,5 | 2,3 | 0,8 | 0,5 | 19,1 |
| All-Star   | All-Star         | 5   | 1   | 20,4 | 37,9 | 36,2 | 100   | 4,0 | 3,4 | 0,4 | 0,2 | 12,6 |

#### Play-off
| Anno     | Squadra       | PG  | PT  | MP   | TC%  | 3P%  | TL%  | RP  | AP  | PRP | SP  | PP   |
| -------- | ------------- | --- | --- | ---- | ---- | ---- | ---- | --- | --- | --- | --- | ---- |
| 2013     | G.S. Warriors | 12  | 12  | 41,3 | 43,7 | 42,4 | 83,3 | 4,6 | 1,8 | 1,0 | 0,6 | 15,2 |
| 2014     | G.S. Warriors | 7   | 7   | 36,7 | 40,8 | 36,4 | 79,2 | 3,4 | 3,6 | 1,0 | 0,7 | 16,4 |
| 2015†    | G.S. Warriors | 21* | 21  | 36,2 | 44,6 | 39,0 | 80,0 | 3,9 | 2,6 | 0,8 | 0,9 | 18,6 |
| 2016     | G.S. Warriors | 24* | 24  | 35,4 | 44,4 | 42,4 | 85,4 | 3,7 | 2,3 | 1,1 | 0,4 | 24,3 |
| 2017†    | G.S. Warriors | 17  | 17  | 35,1 | 39,7 | 38,7 | 78,8 | 3,9 | 2,1 | 0,8 | 0,3 | 15,0 |
| 2018†    | G.S. Warriors | 21  | 21  | 37,8 | 46,5 | 42,7 | 87,1 | 4,1 | 1,8 | 0,8 | 0,3 | 19,6 |
| 2019     | G.S. Warriors | 21  | 21  | 39,0 | 45,6 | 44,3 | 90,2 | 4,1 | 2,1 | 1,3 | 0,7 | 20,7 |
| 2022†    | G.S. Warriors | 22  | 22  | 36,0 | 42,9 | 38,5 | 86,7 | 3,9 | 2,3 | 1,1 | 0,7 | 19,0 |
| 2023     | G.S. Warriors | 13  | 13  | 36,0 | 38,8 | 36,8 | 87,5 | 4,2 | 2,2 | 0,5 | 0,3 | 18,5 |
| Carriera | Carriera      | 158 | 158 | 36,9 | 43,6 | 40,5 | 84,5 | 4,0 | 2,2 | 0,9 | 0,5 | 19,2 |

#### Massimi in carriera
- Massimo di punti: 60 vs Indiana Pacers (5 dicembre 2016)[31]
- Massimo di rimbalzi: 14 vs San Antonio Spurs (8 maggio 2013)
- Massimo di assist: 8 (4 volte)
- Massimo di palle rubate: 5 (3 volte)
- Massimo di stoppate: 5 vs Houston Rockets (17 gennaio 2015)
- Massimo di minuti giocati: 55 vs Denver Nuggets (10 novembre 2012)

### Cronologia presenze e punti in Nazionale
| Cronologia completa delle presenze e dei punti in Nazionale - Stati Uniti | Cronologia completa delle presenze e dei punti in Nazionale - Stati Uniti | Cronologia completa delle presenze e dei punti in Nazionale - Stati Uniti | Cronologia completa delle presenze e dei punti in Nazionale - Stati Uniti | Cronologia completa delle presenze e dei punti in Nazionale - Stati Uniti | Cronologia completa delle presenze e dei punti in Nazionale - Stati Uniti | Cronologia completa delle presenze e dei punti in Nazionale - Stati Uniti | Cronologia completa delle presenze e dei punti in Nazionale - Stati Uniti |
| Data                                                                      | Città                                                                     | In casa                                                                   | Risultato                                                                 | Ospiti                                                                    | Competizione                                                              | Punti                                                                     | Note                                                                      |
| ------------------------------------------------------------------------- | ------------------------------------------------------------------------- | ------------------------------------------------------------------------- | ------------------------------------------------------------------------- | ------------------------------------------------------------------------- | ------------------------------------------------------------------------- | ------------------------------------------------------------------------- | ------------------------------------------------------------------------- |
| 16-8-2014                                                                 | Chicago                                                                   | Stati Uniti                                                               | 95 - 78                                                                   | Brasile                                                                   | Amichevole                                                                | 10                                                                        | [ 32 ]                                                                    |
| 20-8-2014                                                                 | New York                                                                  | Stati Uniti                                                               | 105 - 62                                                                  | Rep. Dominicana                                                           | Amichevole                                                                | 11                                                                        | [ 33 ]                                                                    |
| 22-8-2014                                                                 | New York                                                                  | Stati Uniti                                                               | 112 - 86                                                                  | Porto Rico                                                                | Amichevole                                                                | 12                                                                        | [ 34 ]                                                                    |
| 26-8-2014                                                                 | Las Palmas                                                                | Slovenia                                                                  | 71 - 101                                                                  | Stati Uniti                                                               | Amichevole                                                                | 11                                                                        | [ 35 ]                                                                    |
| 30-8-2014                                                                 | Barakaldo                                                                 | Stati Uniti                                                               | 114 - 55                                                                  | Finlandia                                                                 | Mondiali 2014 - 1º turno                                                  | 18                                                                        | [ 36 ]                                                                    |
| 31-8-2014                                                                 | Barakaldo                                                                 | Turchia                                                                   | 77 - 98                                                                   | Stati Uniti                                                               | Mondiali 2014 - 1º turno                                                  | 6                                                                         | [ 37 ]                                                                    |
| 2-9-2014                                                                  | Barakaldo                                                                 | Stati Uniti                                                               | 98 - 71                                                                   | Nuova Zelanda                                                             | Mondiali 2014 - 1º turno                                                  | 12                                                                        | [ 38 ]                                                                    |
| 3-9-2014                                                                  | Barakaldo                                                                 | Stati Uniti                                                               | 106 - 71                                                                  | Rep. Dominicana                                                           | Mondiali 2014 - 1º turno                                                  | 8                                                                         | [ 39 ]                                                                    |
| 4-9-2014                                                                  | Barakaldo                                                                 | Ucraina                                                                   | 71 - 95                                                                   | Stati Uniti                                                               | Mondiali 2014 - 1º turno                                                  | 7                                                                         | [ 40 ]                                                                    |
| 6-9-2014                                                                  | Barcellona                                                                | Stati Uniti                                                               | 86 - 63                                                                   | Messico                                                                   | Mondiali 2014 - Ottavi di finale                                          | 15                                                                        | [ 41 ]                                                                    |
| 9-9-2014                                                                  | Barcellona                                                                | Slovenia                                                                  | 76 - 119                                                                  | Stati Uniti                                                               | Mondiali 2014 - Quarti di finale                                          | 20                                                                        | [ 42 ]                                                                    |
| 11-9-2014                                                                 | Barcellona                                                                | Stati Uniti                                                               | 96 - 68                                                                   | Lituania                                                                  | Mondiali 2014 - Semifinale                                                | 16                                                                        | [ 43 ]                                                                    |
| 14-9-2014                                                                 | Madrid                                                                    | Stati Uniti                                                               | 129 - 92                                                                  | Serbia                                                                    | Mondiali 2014 - Finale                                                    | 12                                                                        | [ 44 ]                                                                    |
| 22-7-2016                                                                 | Las Vegas                                                                 | Stati Uniti                                                               | 111 - 74                                                                  | Argentina                                                                 | Amichevole                                                                | 9                                                                         | [ 45 ]                                                                    |
| 24-7-2016                                                                 | Los Angeles                                                               | Stati Uniti                                                               | 106 - 57                                                                  | Cina                                                                      | Amichevole                                                                | 17                                                                        | [ 46 ]                                                                    |
| 26-7-2016                                                                 | Oakland                                                                   | Stati Uniti                                                               | 107 - 57                                                                  | Cina                                                                      | Amichevole                                                                | 15                                                                        | [ 47 ]                                                                    |
| 29-7-2016                                                                 | Chicago                                                                   | Stati Uniti                                                               | 80 - 45                                                                   | Venezuela                                                                 | Amichevole                                                                | 13                                                                        | [ 48 ]                                                                    |
| 1-8-2016                                                                  | Houston                                                                   | Stati Uniti                                                               | 106 - 57                                                                  | Nigeria                                                                   | Amichevole                                                                | 17                                                                        | [ 49 ]                                                                    |
| 6-8-2016                                                                  | Rio de Janeiro                                                            | Stati Uniti                                                               | 119 - 62                                                                  | Cina                                                                      | Olimpiadi 2016 - 1º turno                                                 | 2                                                                         | [ 50 ]                                                                    |
| 8-8-2016                                                                  | Rio de Janeiro                                                            | Stati Uniti                                                               | 113 - 69                                                                  | Venezuela                                                                 | Olimpiadi 2016 - 1º turno                                                 | 0                                                                         | [ 51 ]                                                                    |
| 10-8-2016                                                                 | Rio de Janeiro                                                            | Australia                                                                 | 88 - 98                                                                   | Stati Uniti                                                               | Olimpiadi 2016 - 1º turno                                                 | 6                                                                         | [ 52 ]                                                                    |
| 12-8-2016                                                                 | Rio de Janeiro                                                            | Stati Uniti                                                               | 94 - 91                                                                   | Serbia                                                                    | Olimpiadi 2016 - 1º turno                                                 | 3                                                                         | [ 53 ]                                                                    |
| 14-8-2016                                                                 | Rio de Janeiro                                                            | Stati Uniti                                                               | 100 - 97                                                                  | Francia                                                                   | Olimpiadi 2016 - 1º turno                                                 | 30                                                                        | [ 54 ]                                                                    |
| 17-8-2016                                                                 | Rio de Janeiro                                                            | Stati Uniti                                                               | 105 - 78                                                                  | Argentina                                                                 | Olimpiadi 2016 - Quarti di finale                                         | 4                                                                         | [ 55 ]                                                                    |
| 19-8-2016                                                                 | Rio de Janeiro                                                            | Spagna                                                                    | 76 - 82                                                                   | Stati Uniti                                                               | Olimpiadi 2016 - Semifinale                                               | 22                                                                        | [ 56 ]                                                                    |
| 21-8-2016                                                                 | Rio de Janeiro                                                            | Serbia                                                                    | 66 - 96                                                                   | Stati Uniti                                                               | Olimpiadi 2016 - Finale                                                   | 12                                                                        | [ 57 ]                                                                    |
| Totale                                                                    |                                                                           | Presenze                                                                  | 26                                                                        |                                                                           | Punti                                                                     | 308                                                                       |                                                                           |

## Record
- Record NBA per punti segnati in un quarto: 37 vs Sacramento Kings (23 gennaio 2015)[12]
- Record NBA per triple segnate in una partita di Regular Season: 14 vs Chicago Bulls (29 ottobre 2018)[58]

## Palmarès
- Campionato NBA: 4

Golden State Warriors: 2015, 2017, 2018, 2022
- NBA All-Rookie First Team (2012)
- 5 volte NBA All-Star (2015, 2016, 2017, 2018, 2019)
- Foot Locker Three Point Contest (2016)
- All-NBA Team:

Third Team: 2015, 2016
- NBA All-Defensive Team: 1

Second Team: 2019
- Miglior tiratore di liberi NBA (2024)

### Nazionale
- Oro mondiale: 1

Spagna 2014
- Oro olimpico: 1

Rio de Janeiro 2016